# Château d'Hodoumont
Le château d'Hodoumont est un château situé en Wallonie dans la commune d'Ohey en province de Namur (Belgique). Il fait partie d'un ensemble comprenant le château lui-même, une ferme castrale attenante et un parc d'environ 40 ha.

## Localisation
Le château et son domaine sont arrosés par le Triffoy, petit cours d'eau appelé localement le ruisseau de Flemme, affluent du Hoyoux. Ce cours d'eau alimente les différentes pièces d'eau du domaine se situant entre les villages de Goesnes, Tahier, Libois, Jallet et Filée.

## Historique
La première mention de Houdoumont remonte à 1343, quand Jakemin de Jamotines qui épouse la sœur de Lambert, seigneur de Goesnes. Jusque là Hodoumont avait fait partie de la seigneurie de Goesnes, un fief de la Principauté de Liège. Des douves entouraient le bâtiment. Autour de ce donjon, un château s'est constitué au début du XVIIe siècle.
Les Jamotines conserveront Houdoumont jusqu'en 1553. Ensuite le château passa à Jehan de Ceels (ou Celles). La ferme castrale a été bâtie à cette époque comme en témoigne la date 1612 visible sur une cheminée du corps de logis.
Le Baron Charles-Joseph-Victor Dauvin (ou d'Auvin), seigneur de Burdinne, hérite de la propriété en 1766. Son fils donna l'apparence actuelle au château, en aménageant notamment un parc à l'anglaise vers la fin du XVIIIe siècle. Les derniers Dauvin s'éteignent en 1883 et Houdoumont passe alors à leurs cousins allemand, les Carlowitz. Ceux-ci revende la propriété  en 1893 ou 1894 à M. Edmond Ysebrant de Difque, grand-oncle des propriétaires actuels qui sont les Kervyn de Lettenhove.

## Description

### Le château
Le donjon à base carrée comprenant quatre niveaux possède d'épais murs en pierre calcaire. Le château construit avec le même matériau est flanqué de trois tours d'angle rondes. Le château est une propriété privée et ne se visite pas.

### La ferme castrale
Bätie à l'est du château, la ferme étend ses bâtiments autour d'une grande cour intérieure. Comme le château, elle possède aussi trois tours d'angle rondes.

### Le parc
Le parc à l'anglaise d'une superficie d'environ 40 hectares est constitué d'espaces d’agréments, de drèves, de pièces d'eau dont un étang de plus de 100 m de long, de parcelles agricoles, herbagées ou boisées.

### L'étang de pêche
Le Rouchon est l'étang qui se trouve à la sortie du petit bois jouxtant le château. On y trouve des brochets, quelque carpes et des canards. Parfois, on y fait de la barque pour se détendre.

## Classement
Le château proprement dit, annexes bordant l'avant-cour d'honneur, corps de logis de 1612 de la ferme, grange de 1817 et ses dépendances sur deux flancs (façades et toitures); murs de clôture de la ferme et tourelles d'angle; petit pont au sud-ouest du château, murailles des terrasses sud et de la rampe d'honneur au nord, paires de piliers néoclassiques qui ponctuent plusieurs entrées de chemins ou de pâtures autour du complexe et ensemble formé par ces bâtiments et les terrains environnants ainsi que le site du château et le parc en ce compris la pyramide de pierre, les bassins reliés par l'étroit canal flanqué de deux pyramidions de pierre, la charmille, l'allée de tilleuls axée sur la cour d'honneur, l'allée double de hêtres au sud, l'allée de tilleuls en bordure de la route vers Goesnes sont classés comme monument le 31 mars 1983 et repris sur la liste du patrimoine exceptionnel de la Région wallonne depuis 2016.

## Galerie

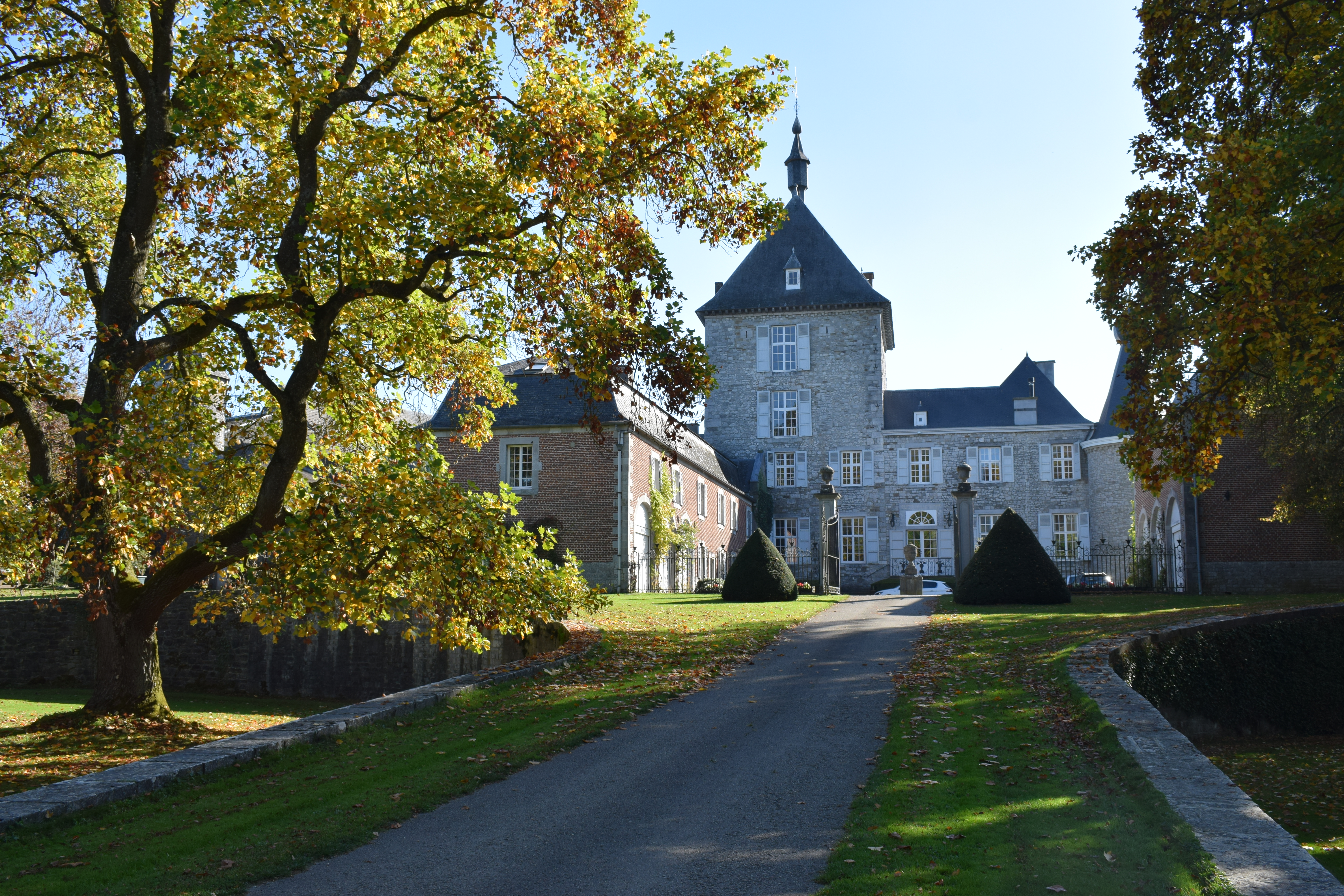
Le donjon et le château
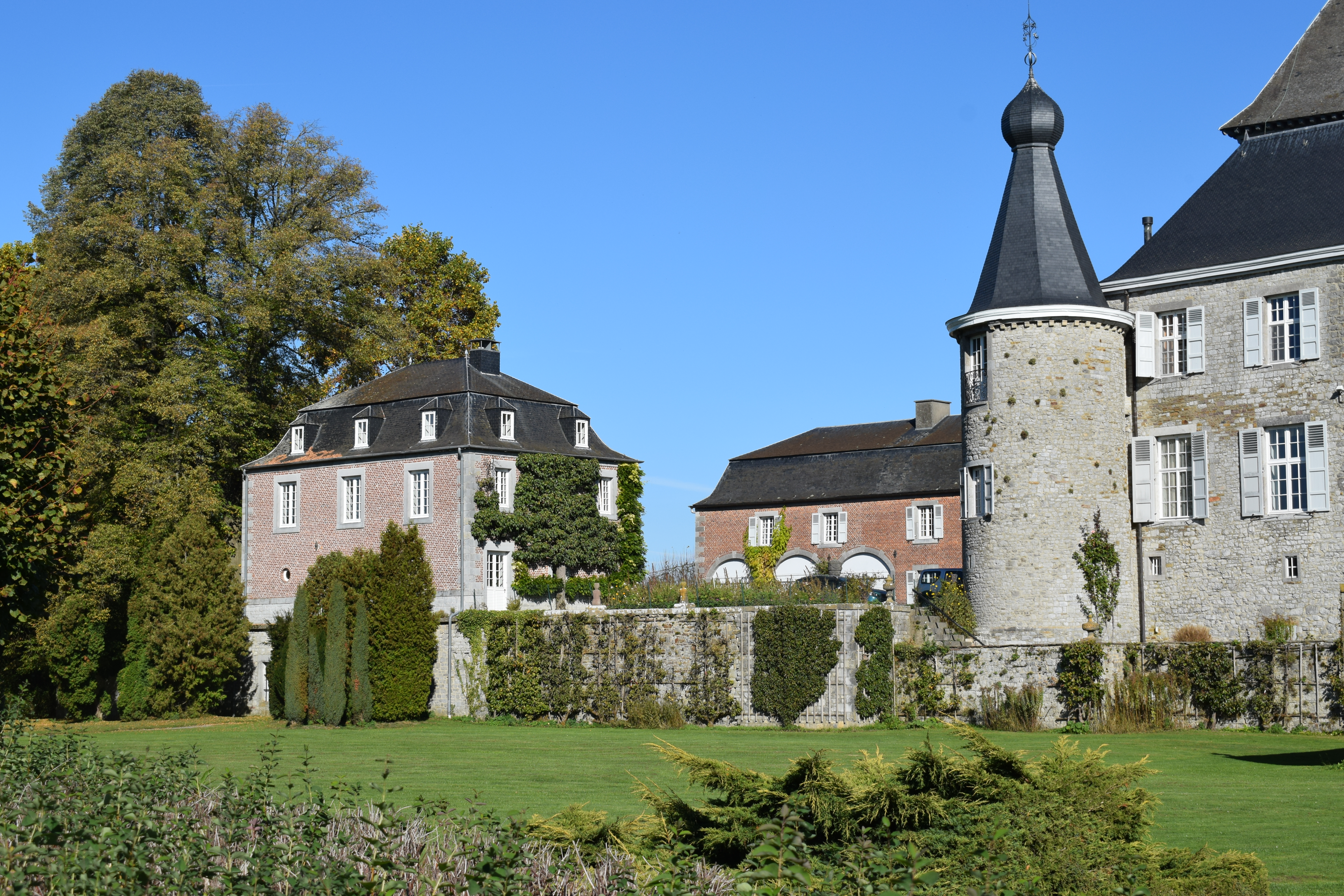
La ferme, une tour d'angle et le château
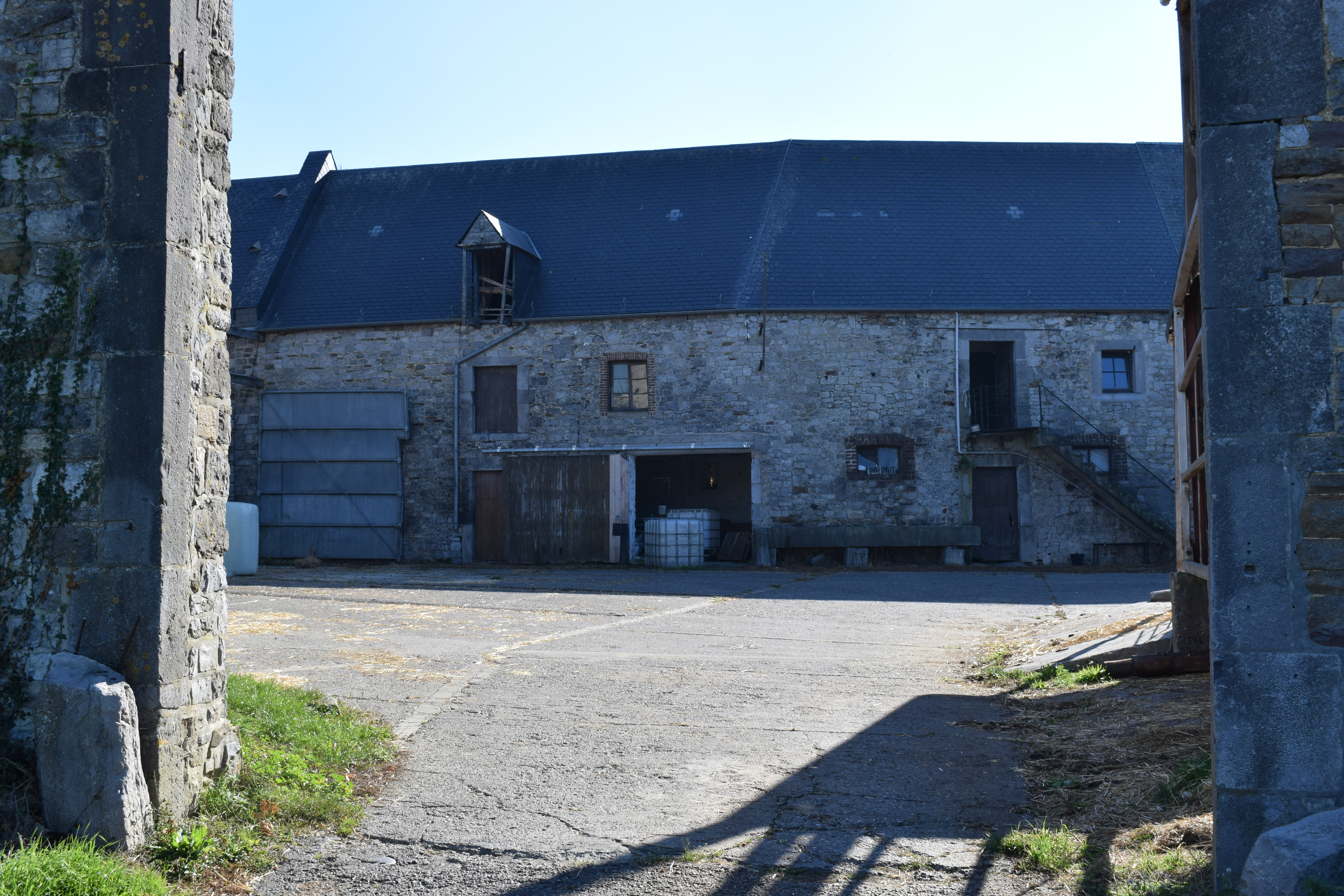
La ferme castrale
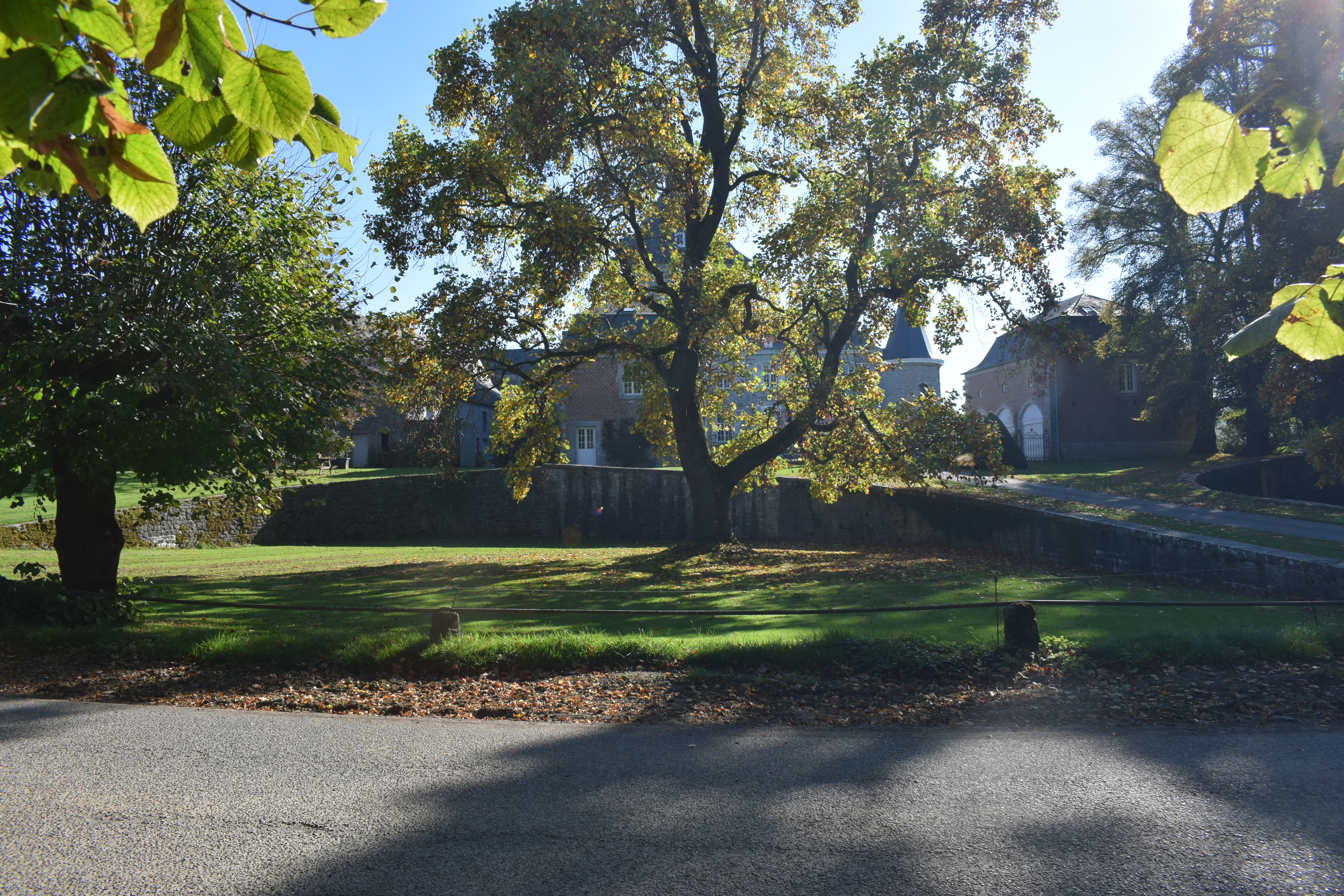
Le parc

### Sources et liens externes
- « Parc du Château d’Hodoumont, Jallet », sur duchene-paysagiste.eu (consulté le 8 juin 2023)